# Autodesk AutoSketch
AutoSketch war ein 2D-Vektorgrafik-Programm von Autodesk, das  mittlerweile eingestellt wurde.
Es unterstützte im Gegensatz zu  AutoCAD oder AutoCAD LT keine 3D-Darstellungen.
Mit der Software konnte man beispielsweise Schaltpläne, Grundrisse und konzeptionelle Skizzen erstellen. Auch unter Unfallsachverständigen ist das Programm weit verbreitet.

## Dateiformate
AutoSketch benutzte zuerst SKD und in späteren Versionen SKF als eigenes Datenformat, unterstützt aber auch die Formate von AutoCAD, DWG und DXF.

## Geschichte

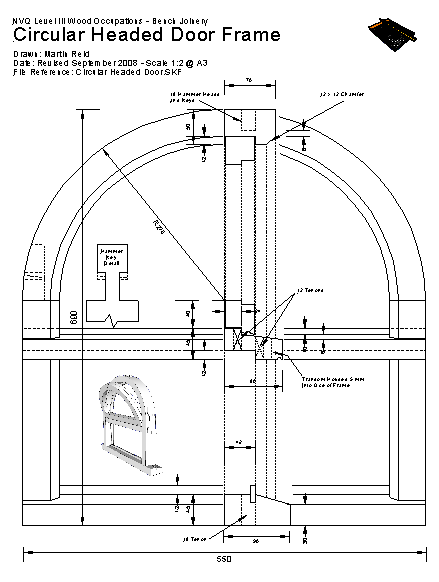
Beispiel einer mit AutoSketch erstellten Zeichnung

Autosketch wurde 1987 erstmals für DOS veröffentlicht.
Die erste Windows-Version kam im Jahr 1993 auf den Markt. In der 1995 herausgebrachten letzten 16-Bit-Version 2.1 für Windows war die Verwendung von Makros noch integriert, was später in den 32-Bit-Versionen wieder entfernt wurde.
Im Jahr 1998 erschien mit der Version 5 erstmals eine 32-Bit-Version der Software, die nun auch über deutschsprachige Menüs verfügte.
Die letzte Version von Autosketch, Autosketch 10, erschien am 14. November 2008.

## Testberichte
Die Computerzeitschrift Chip bewertete AutoSketch 7 im Mai 2000 mit 1,87.